# Дитрих фон Хоенберг
Дитрих фон Хоенберг (на немски: Dietrich von Hohenberg; † 1381) е последният благородник от швабски благороднически род Хоенберг през 14 век в Германия.

## Биография
Той е от линията Цолерн-Хоенберг, която е отцепена през 12 век от швабската фамилия Хоенцолерн. Роднина е на римско-немската кралица Гертруда фон Хоенберг (1225 – 1281), от 1245 г. съпруга на Рудолф I Хабсбургски (1218 – 1291).
През 1333 г. Дитрих фон Хоенберг е поставен от архиепископа на Майнц на служба в замък Адолфсбюл.
Дитрих фон Хоенберг умира без мъжки наследник през 1381 г. като последен от рода. Наследен е от дещеря му Кристина фон Хоенберг, омъжена за Конрад IV фон Бикенбах.

## Фамилия
Дитрих фон Хоенберг се жени за Елизабет фон Кастел. Те имат една дъщеря:
- Кристина фон Хоенберг († сл. 1357/пр. 1365), единствена наследничка, омъжена пр. 1357 г. за Конрад IV фон Бикенбах 'Стари' († 1374)